# Filippo Savini
Filippo Savini (Faenza, 2 maggio 1985) è un ex ciclista su strada italiano, professionista dal 2007 al 2013.

## Carriera
Dopo alcune stagioni tra i Dilettanti, Savini passò professionista nel 2007 tra le file della Ceramiche Panaria-Navigare di Bruno Reverberi. Nelle cinque stagioni con la Panaria (poi divenuta CSF e Colnago) vinse una tappa al Tour de Langkawi e una al Giro di Turchia nel 2008 e una tappa alla Vuelta a Castilla y León nel 2011, prendendo anche parte a due edizioni del Giro d'Italia. Nel 2013 gareggia alla Ceramica Flaminia-Fondriest, formazione Continental.

## Palmarès
- 2005 (Dilettanti Under-23)

5ª tappa Giro delle Valli Cuneesi (Piasco > Pratonevoso/Colle del Prel)
- 2006 (Dilettanti Under-23)

Memorial Danilo Furlan
Circuito Internazionale di Caneva - Memorial Giovanni Perin
- 2008

8ª tappa Tour de Langkawi (Temerloh > Bukit Fraser)
4ª tappa Cumhurbaşkanlığı Türkiye Bisiklet Turu (Marmaris > Ölüdeniz)
- 2011

3ª tappa Vuelta a Castilla y León (Benavente > Laguna de Los Peces)

## Piazzamenti

### Grandi Giri
- Giro d'Italia

2008: ritirato (9ª tappa)
2011: ritirato (19ª tappa)

### Classiche monumento
- Milano-Sanremo

2008: 125º
2012: ritirato
- Giro di Lombardia

2008: ritirato
2010: ritirato